# Trompa

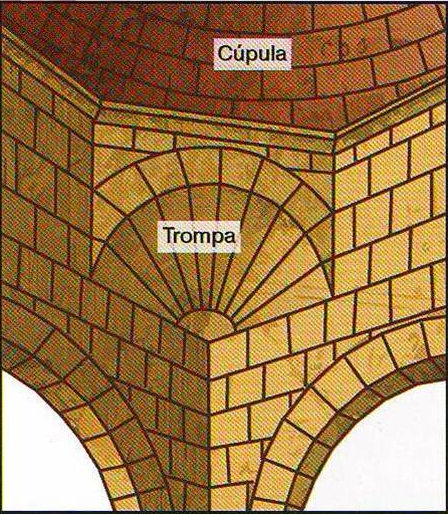
Schéma kupole s trompou

Trompa (také tromp) je architektonický prvek, výklenek ve tvaru konchy, který řeší problém konstrukce kruhové nebo oválné kupole či tamburu nad pravoúhlou základnou.

## Popis
Vyzvednutí kupole nad kruhovým či oválným půdorysem je konstrukčně poměrně jednoduché. Obtíž nastane, pokud se musí sférická plocha vyzvednout nad čtvercovou nebo obdélnou základnou, kde se půdorys kupole odchyluje od nároží základny. Stavitelé to řešili překladem kamene přes nároží a na tomto – de facto již osmiúhelníkovém – půdorysu vztyčili kupoli. Jiný způsob byl překlad nároží nahradit klenutým obloukem, jehož vyzděním do klenby vznikla právě trompa. Pokud bylo zapotřebí zaklenout širší překlad nároží, využilo se více tromp vedle sebe nebo nad sebou, jako například pod klenbou byzantského kostela Santa Fosca v Torcellu.

## Historie
Myšlenka trompy vznikla pravděpodobně na území Persie, nejstarší doklad jejího použití se dochoval v Ardašírově paláci z první čtvrtiny 3. století. Šířením islámu se trompa dostala do Byzance a později přes normanskou Sicílii do románské architektury západní Evropy.
V byzantské architektuře se trompy používaly poměrně zřídka (například v řeckém klášteře Hossion Loukas), zde se dominantně prosadil pokročilejší pendentiv, který oproti trompě umožňoval vyzvednout kupoli nejen nad plnými zdmi, ale i jen nad oblouky, a zároveň sestrojovat kupole monumentálních rozměrů jako v istanbulském chrámu Hagia Sofia.

## Galerie

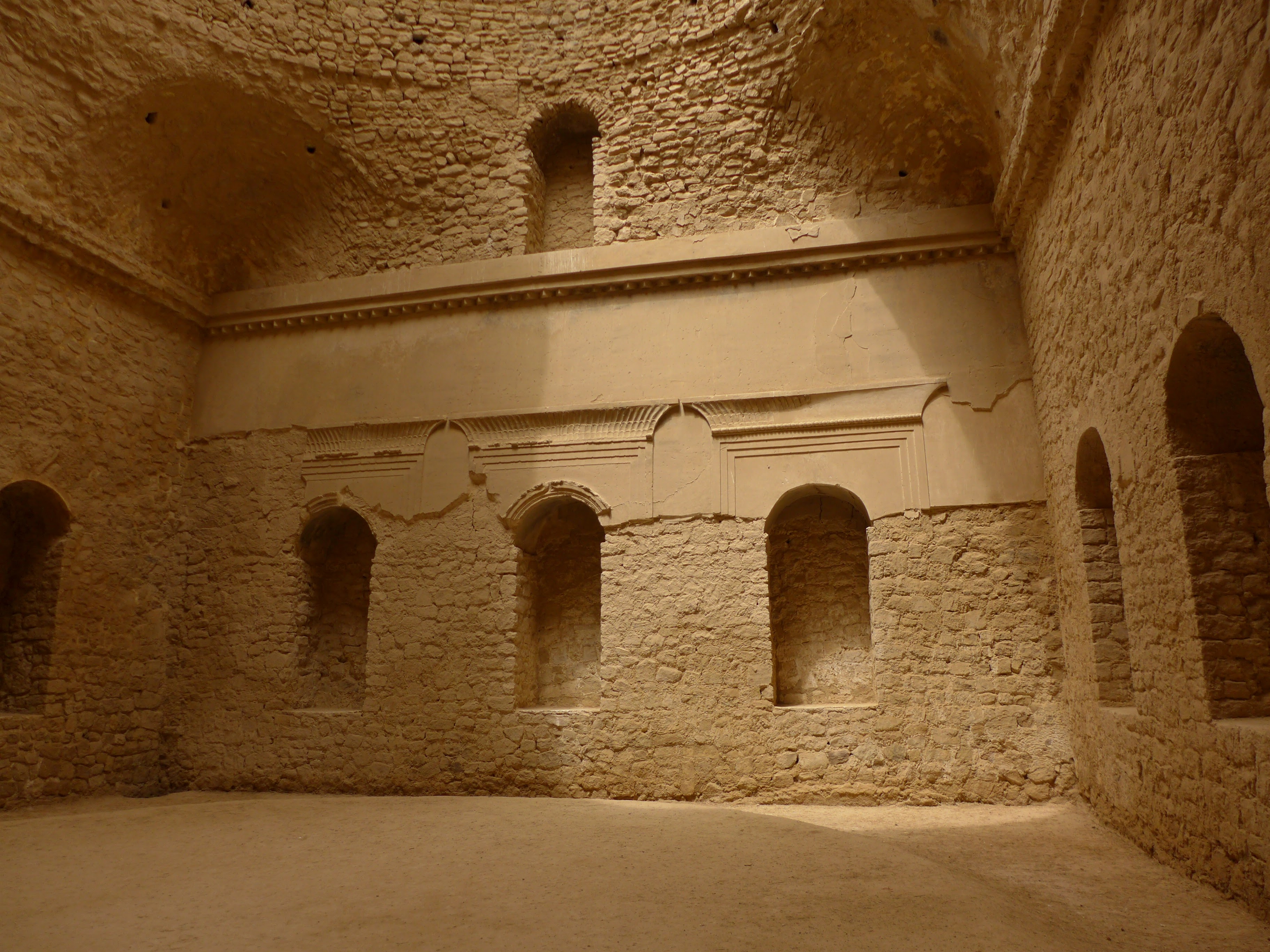
Nejstarší dochované trompy Ardašírův palác, Firuzabad, 224
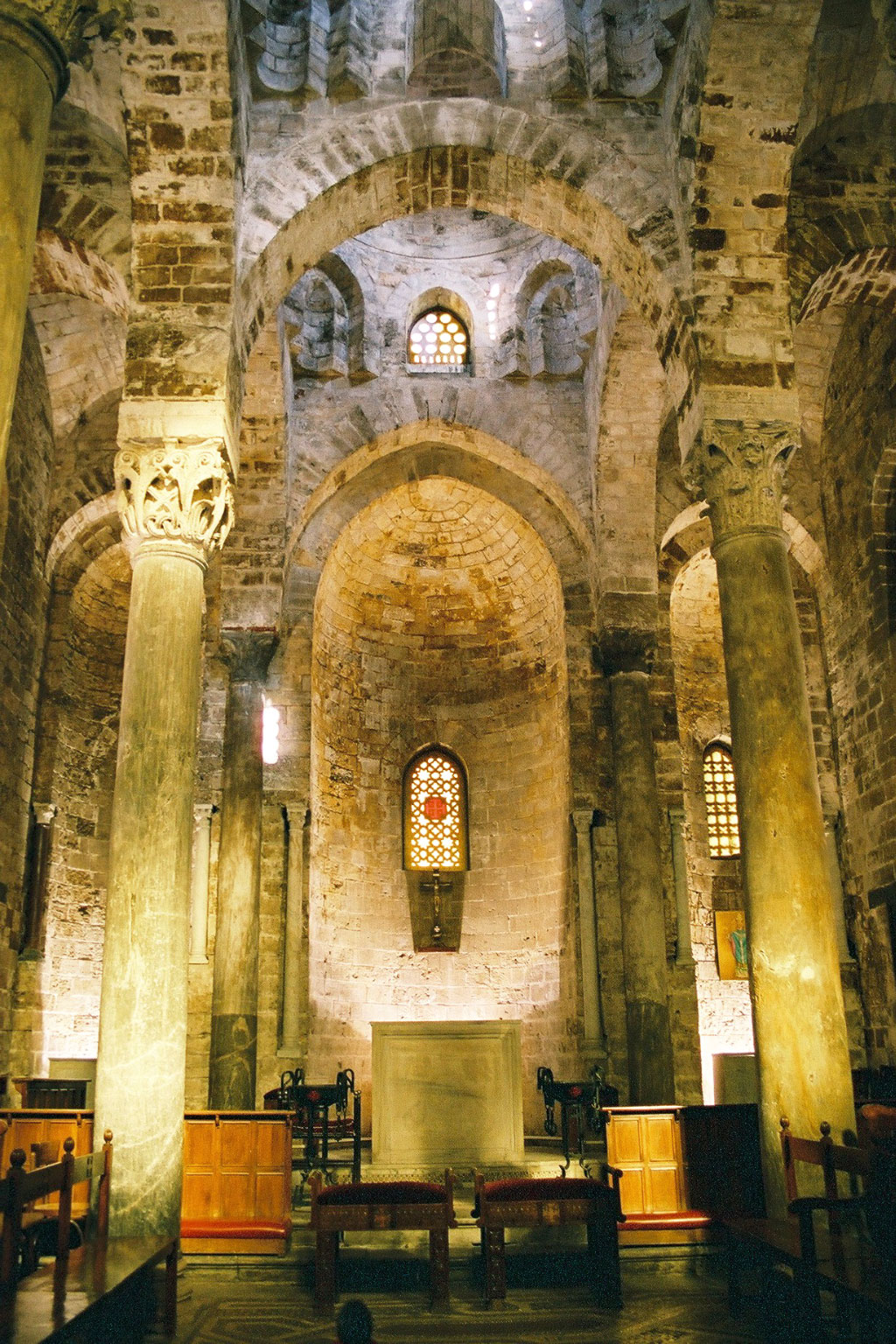
Dvojité trompy po stranách malého okénka nad apsidou San Cataldo, Palermo, cca 1160
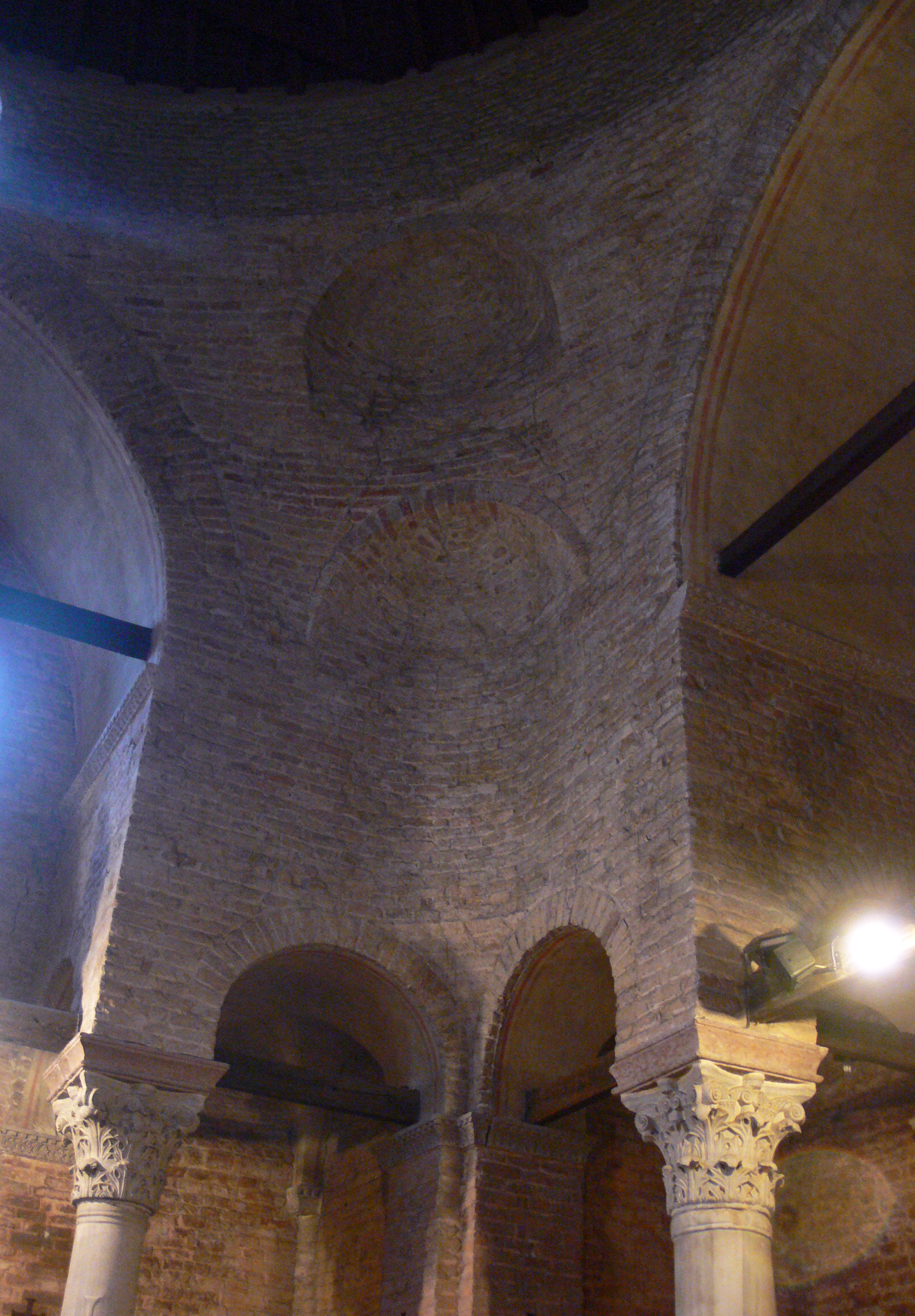
Dvě trompy nad sebou Santa Fosca, Torcello, 12.  století